# Boran
Boranul (numit și trihidrură de bor) este un compus anorganic cu formula BH3 și primul reprezentant al clasei boranilor. 
Este un gaz incolor. Formează compuși cu amoniacul și seria omoloagă a azanilor (hidrazină, triazan, ..) denumiți borazani.

## Proprietăți chimice
Boranul și derivații săi alchilați sunt utilizați în sinteza organică, suferind reacția de hidroborare care permite conversia alchenelor la compuși funcționali precum alcooli în THF tetrahidrofuran):
(THF)BH3 + 3 CH2=CHR → B(CH2CH2R)3 + THF